# Arochukwu
Arochukwu (por vezes referida como Arochuku, Aro-Okigbo)  pronuncia aruchukwu é a terceira maior vila no estado de Abia (após Aba e Umuahia) no sudeste da Nigéria.